# Xiuzhou
Der Stadtbezirk Xiuzhou (chinesisch 秀洲区, Pinyin Xiùzhōu Qū) ist ein Stadtbezirk der bezirksfreien Stadt Jiaxing im Norden der chinesischen Provinz Zhejiang. Er hat eine Fläche von 541,3 km² und zählt 679.221 Einwohner (Stand: Zensus 2020).

## Administrative Gliederung
Auf Gemeindeebene setzt sich der Stadtbezirk aus vier Straßenvierteln und fünf Großgemeinden zusammen. 